# Aleksin
Aleksin (Russisch: Алексин) is een stad in de Russische oblast Toela. De stad ligt op het noordelijk deel van het Centraal-Russisch Plateau, aan beide zijden van de rivier de Oka, op 71 kilometer ten noordwesten van Toela en 130 kilometer ten zuiden van Moskou en vormt het bestuurlijk centrum van het gelijknamige gemeentelijke district Aleksinski. De stad telde ongeveer 68.000 inwoners bij de volkstelling van 2002.

## Geschiedenis
De plaats ontstond in 1246 als een houten fort dat klaarblijkelijk werd gebouwd door inwoners van door de Mongolen verwoeste nederzettingen uit het Vorstendom Tsjernigov. De naam Aleksin zou volgens een legende zijn gegeven in 1298 door de eerste Moskovische vorst Daniel, die het naar zijn zoon Alexander (afgeleide vorm 'Aleksja') zou hebben vernoemd. Volgens anderen zou de naam echter verwijzen naar de naam van metropoliet Alexius, die in 1354 het bestuur kreeg over de plaats. Eerder zou het de hoofdplaats van een onafhankelijk vorstendom zijn geweest.
De stad wordt in documenten echter voor het eerst genoemd in de Nikonkroniek bij het jaar 1348 toen Tataren onder leiding van mirza (kan) Temir de stad verwoestten, plunderden en platbrandden. Kort daarop werd de plaats weer herbouwd op een andere plek, aan de rechteroever van de Oka, op een plek waar zich vroeger een fort had bevonden. In 1392 verkreeg de Moskouse vorst Vasili I de plaats van metropoliet Cyprianus II in ruil voor landerijen bij Rostov. Vier jaar later werd het een grensstad met het Grootvorstendom Litouwen. In 1401 werd Aleksin geschonken aan de Serpoechovse vorst Vladimir Chrabry. Nadat de pest het grootste deel van de Serpoechovse vorsten had weggevaagd in de jaren 1426 en 1427, werd Aleksin wederom tot onderdeel van het Grootvorstendom Moskou gemaakt.
Bij Aleksin stond in de 15e en 16e eeuw een belangrijk fort. In 1472 werd dit fort van Aleksin aangevallen door een leger van Achmat Khan, dat bezig was met een groot leger op te rukken naar Moskou. Moskou was niet voorbereid op een dergelijke aanval en toen het leger op 29 juli 1472 Aleksin bereikte, kon het zonder veel moeite het fort benaderen. De inwoners boden volgens verschillende kroniekschrijvers echter heftig verzet. Op 30 juli werd het fort in brand gestoken, maar inwoners hadden kans gezien om tsaar Ivan III te waarschuwen, die daarop hulptroepen naar de Oka stuurde om er een linie te vormen tegen het oprukkende leger. Achmat besloot daarop geen risico te lopen en trok zich terug. Aleksin werd echter wel veroverd en vervolgens geplunderd door de Tataren. Dit was de eerste keer in de geschiedenis dat een Tataarse vorst niet de strijd durfde aan te gaan met de Russen. Na een brand in hetzelfde jaar werd de plaats 2 kilometer stroomafwaarts verplaatst.
Tijdens de Tijd der Troebelen toen de opstand van Ivan Bolotnikov een spoor van verwoesting achterliet, streden groepen lijfeigenen uit Aleksin tegen de troepen van Vasili IV Sjoejski. Een nieuwe grote brand leidde ertoe dat Aleksin opnieuw moest worden opgebouwd tussen 1656 en 1658. In de 18e eeuw verloor het fort zijn militaire betekenis door de expansie van het Russische Rijk.
Aan het begin van de jaren 50 van de 17e eeuw woonden er ongeveer 450 mensen in Aleksin. In 1728 (of 1729) werd aan de rivier de Mysjega (een zijrivier van de Aleksina) door de gebroeders Mosolovy een ijzersmelterij gebouwd, die de basis vormde voor het huidige bedrijf Tjazjpromarmatoera. In 1768 werd Aleksin opnieuw bijna volledig verwoest door een brand. In 1777 werd Aleksin bevorderd tot een oejezdstad binnen de namestnitsjestvo Toela. Vanwege haar haven vormde Aleksin lange tijd een belangrijke binnenhaven. Deze binnenhaven werd in de 18e en 19e eeuw een distributiepunt voor hout en graan uit Toela.
In de 19e en 20e eeuw ontwikkelde de stad zich tot een centrum voor de bosbouw (zaagmolen) en metallurgie. Midden 19e eeuw kreeg de stad een station aan de spoorlijn Kaloega - Toela. Aan het einde van de 19e eeuw en het begin van de 20e eeuw telde Aleksin verschillende kleine leerlooierijen, vetsmelterijen en steenfabrieken. Begin jaren 20 verrezen de eerste datsja's bij een dennenbos bij Aleksin, waar schrijver Anton Tsjechov zich regelmatig terugtrok.
In 1933 werd de oblast Moskou door de regering aangewezen als de locatie voor een chemisch kombinat ("kombinata 100"), waarvan een bedrijf uit Aleksin ook onderdeel vormde. Op 27 maart 1941 werd er een warmtekrachtkoppelingscentrale gebouwd. De stad werd veroverd door de Duitsers op 29 november 1941, maar al op 17 december weer verlaten bij het mislukken van Operatie Typhoon.
In 1958 werden de arbeidersnederzettingen Mysjega (2.600 inwoners in 1939), Petrovskoje (3.100 inwoners in 1939) en Vysokoje (9.5 00 inwoners in 1939) tot onderdeel van de stad gemaakt.
In de jaren zeventig beleefde de stad haar bloeitijd, toen de chemische fabriek uitgroeide tot de grootste producent van kruit. In die tijd werd een tweede microdistrict gebouwd (Sjachtjorski) en werd het park Zjalka (met veel dennen en kustwerken) aangelegd in microdistrict Goroesjki. De vroegere ijzersmelterij Tsjaspromarmatoera schakelde toen over op de productie van ventielen voor de gasindustrie, hetgeen nog altijd de basis vormt van het bedrijf.
Door de perestrojka en de val van de Sovjet-Unie veranderde het tij; de orders van de defensie-industrie stopten en de chemische fabriek verloor zo een groot deel van haar afzet. Ook de stad verviel; het park verwilderde en de wegen werden niet meer voldoende onderhouden. Plannen voor renovatie zijn tot op heden niet uitgevoerd.

## Transport
De stad ligt aan de M-2 tussen Moskou en Belgorod. Daarnaast ligt het aan een niet geëlektrificeerde tak van Toela naar Kaloega, waarop motorrijtuigen rijden.
| 1750 | 1897  | 1939  | 1959   | 1970   | 1979   | 1989   | 2002   |
| ---- | ----- | ----- | ------ | ------ | ------ | ------ | ------ |
| 450  | 2.300 | 6.500 | 46.300 | 61.400 | 67.200 | 74.274 | 68.156 |

## Bezienswaardigheden
Het oude deel van de stad bevindt zich aan de rechter oever van de Oka en heeft in veel opzichten haar 19e-eeuwse provinciale karakter bewaard met veel gebouwen uit de 17e tot de 19e eeuw.
De stadsstructuur verwijst naar het stedelijk plan van 1769, waarbij verschillende rechte lijnen werden getrokken met zijstraten er haaks op liggend. Aan het einde van de 18e eeuw bouwden handelaren er stenen huizen van twee etages, waarbij de onderverdieping voor handelsactiviteiten en de bovenverdieping als woongelegenheden werden gebruikt.
De 'kathedraalberg' (Sobornoj gore) bevindt zich op de plek van het vroegere fort op de hoge oever van de Oka en bevat de Stary (oude) Oespenskikathedraal uit 1688 en ten westen ervan bevinden zich de classicistische Novy (nieuwe) Oespenskikathedraal, die verrees tussen 1807 en 1813, de barokke Svjatelny Nikolskikerk (Heilige Nicolaaskerk) (gebouwd tussen 1787 en 1789) en het classicistische huis van de handelaarsfamilie Maslov (gebouwd rond 1800), dat nu een streekmuseum vormt.
In de stad bevinden zich nog een aantal traditionele -vooral houten- huizen van 1 of 2 etages, die zijn versierd met raamluiken en aflopende hoeken bij de overloop van de daken.
Op de linkeroever van de Oka verrezen de latere flatblokken van de voormalige arbeidersnederzettingen Mysjega, Sotsgorod (2e helft jaren 30) en Petrovskoje, die in 1958 samengingen met de oude stad op de rechteroever. Petrovskoje bevat een voormalig landhuis, het zogenoemde 'Dom Bera' uit 1773.
In de buurt van Aleksin bevindt zich aan de oever van de Oka Aleksin Bor, dat begin 20e eeuw een populair datsja-gebied vormde.

## Geboren
- Igor Stetsjkin (1922–2001), wapenbouwer in Toela
- Sergej Stetsjkin (1920–1995), wiskundige
- Sergej Zjelanov (1957), atleet

Bestuurlijk centrum: Toela

Aleksin · Beljov · Benjov · Bogoroditsk · Bolochovo · Donskoj · Jasnogorsk · Jefremov · Kimovsk · Kirejevsk · Lipki · Novomoskovsk · Oezlovaja · Plavsk · Sjtsjokino · Soevorov · Sokolniki · Sovjetsk